# Distretto di Samko
Il distretto di Sam Ko (in thailandese: สามโก้) è un distretto (amphoe) della Thailandia, situato nella provincia di Ang Thong.